# Emanuel Sperner
Emanuel Sperner (1905. december 9. – 1980. január 31.) német matematikus, akit leginkább két, róla elnevezett tételéről ismerünk.

## Életpályája
- 1905. december 9-én született a Neisse melletti Waltdorfban (ma Nysa  néven Lengyelországhoz tartozik)
- Tanulmányait Freiburg im Breisgau-ban és Hamburgban végezte
- 1928-ban doktorált a hamburgi egyetemen
- 1932-ben egyetemi tanári címet szerzett
- 1934-ben Königsbergben professzorrá nevezték ki, itt 9 évig tanított, majd 1943-45-ben Strassbourgban, 1946-49 között Freiburg im Breisgau-ban, 1949-54-ig a bonni egyetemen, ezután egészen 1974-ig a hamburgi egyetemen volt professzor
- ezen kívül több helyen megfordult vendégprofesszorként, például 1932-34 között Kínában
- része volt az Oberwohlfachi Matematikai Kutatóintézet (Mathematisches Forschungsinstitut Oberwolfach) megalapításában (az intézet honlapja)

## Matematika munkássága
Sperner nevét leggyakrabban a róla elnevezett tétellel és lemmával kapcsolatban hallhatjuk. 
Ám ezeken kívül foglalkozott más problémákkal is: 
- egy 1927-ben megjelentetett lemmája a részbenrendezett halmazok antiláncainak jelentőségéről szól
- 1931 és 1935 között publikálta a Bevezetés az analitikus geometriába és algebrába című könyvét, mely később hosszú ideig meghatározó volt az egyetemeken, e terület oktatása főként erre a műre épült
- az 1940-es évek közepétől rendezési függvények elméletének kiépítésével foglalkozott azzal a céllal, hogy geometriai hozzárendelések kapcsán fellépő számításokat is könnyen kezelhetővé tegye

Sperner-lemma
Ez a lemma először Sperner disszertációjában volt olvasható, ennek segítségével talált egyszerű bizonyításokat a dimenzióelmélet több fontos állítására is.
Sperner-tétel (1928)
Ha {\displaystyle {\mathcal {F}}} egy n elemű halmaz részhalmazaiból álló halmazrendszer, hogy {\displaystyle A,B\in {\mathcal {F}}}, {\displaystyle A\neq B} esetén {\displaystyle A\not \subseteq B}, akkor

## Fordítás
- Ez a szócikk részben vagy egészben  az   Emanuel Sperner című német Wikipédia-szócikk fordításán alapul.  Az eredeti cikk szerkesztőit annak laptörténete sorolja fel. Ez a jelzés csupán a megfogalmazás eredetét és a szerzői jogokat jelzi, nem szolgál a cikkben szereplő információk forrásmegjelöléseként.